# Recolecciones macabras del campo chileno
Recolecciones macabras del campo chileno es el séptimo álbum de la banda chilena Dorso. En este disco se mezclan los sonidos del metal, ya recurrente, con ondas del folclor chileno. Según palabras del bajista y vocalista "Pera" este trabajo era una deuda pendiente con Chile, ya que nunca se habían propuesto a realizar un trabajo con tal mezcla. 

## Lista de canciones
Disco 1
1. «Vacalaca»
2. «Recolecciones macabras»
3. «El vampiro del cogollo»
4. «Garrafa cuesta arriba»
5. «Cuero»
6. «La resurrección de don Westancio»
7. «Visión chilenoide»

Disco 2
1. «El Carchancho»
2. «El Culebrón»
3. «Walterio»
4. «Descensos en Chile»
5. «El triunfo del metal chileno»
6. «Pico de gallina (epílogo)»

## Personal
- Rodrigo Cuadra – Voz, bajo
- Álvaro Soms – Guitarra líder
- Gamal Eltit – Guitarra rítmica
- Fran Muñoz – Batería

- Datos: Q6102734